# John Lawrence Marye
John Lawrence Marye Jr. (* 4. November 1823 in Fredericksburg, Virginia; † August 1902) war ein US-amerikanischer Politiker. Zwischen 1870 und 1874 war er Vizegouverneur des Bundesstaates Virginia.

## Werdegang
John Marye besuchte private Schulen in Fredericksburg und studierte danach an der University of Virginia in Charlottesville. Nach einem anschließenden Jurastudium und seiner Zulassung als Rechtsanwalt begann er in diesem Beruf zu arbeiten. Gleichzeitig schlug er eine politische Laufbahn ein. Im Jahr 1861 nahm er als Delegierter an der Versammlung teil, die den Austritt Virginias aus der Union beschloss. Welche Position er dort vertrat, ist nicht überliefert. Zwischen 1863 und 1865 gehörte er der Virginia General Assembly an. Die Quelle sagt aber nicht explizit, in welcher Kammer er saß. Über seine Parteizugehörigkeit gibt es unterschiedliche Angaben. In den Quellen wird er einmal als Mitglied der Conservative Party angeführt und dann als Demokrat. 1869 war er Mitglied eines Verfassungskonvents seines Staates.
Nach dem Rücktritt von Vizegouverneur John F. Lewis, der in den US-Senat wechselte, wurde Marye zu dessen Nachfolger im zweithöchsten Staatsamt Virginia ernannt. Dieses bekleidete er zwischen Januar 1870 und Januar 1874. Dabei war er Stellvertreter von Gouverneur Gilbert Carlton Walker und Vorsitzender des Staatssenats. Nach seiner Zeit als Vizegouverneur praktizierte John Marye wieder als Anwalt.  Er bekleidete noch einige repräsentative Ämter und starb im August 1902.